# Kardjali (obchtina)
L'Obchtina Kardjali (bulgare : Община Кърджали) est une commune dans le sud-est de la Bulgarie. Elle est le centre névralgique de l'est du massif des Rhodopes.

## Géographie physique
La commune de Kardjali est située dans le sud-est de la Bulgarie, à 323 km au sud-est de la capitale Sofia.
Elle recouvre une partie du massif des Rhodopes orientales et le bassin de la rivière Arda.

## Climat
Le climat de la région représente une transition entre le climat continental et le climat méditerranéen. Il est doux et humide, avec de nombreux jours d’ensoleillement dans l’année. L’hiver y est relativement doux, avec des températures moyennes oscillant autour de 0 °С. L’été est ensoleillé et chaud : les températures maximales atteignent 40 à 45 °С. C’est en juin, juillet et août que le soleil brille le plus longtemps.

## Géographie humaine
| 1926 | 1934 | 1946 | 1956 | 1965 | 1975   | 1985   | 1992   | 2001   |
| ---- | ---- | ---- | ---- | ---- | ------ | ------ | ------ | ------ |
| -    | -    | -    | -    | -    | 81 879 | 95 182 | 76 155 | 69 830 |

| 2011   | 2021   | 2022   | - | - | - | - | - | - |
| ------ | ------ | ------ | - | - | - | - | - | - |
| 67 336 | 71 404 | 62 926 | - | - | - | - | - | - |

NB : La commune a fait l'objet d'un redécoupage territorial au début des années 1990 et d'une actualisation des registres de la population en 2022.

## Histoire

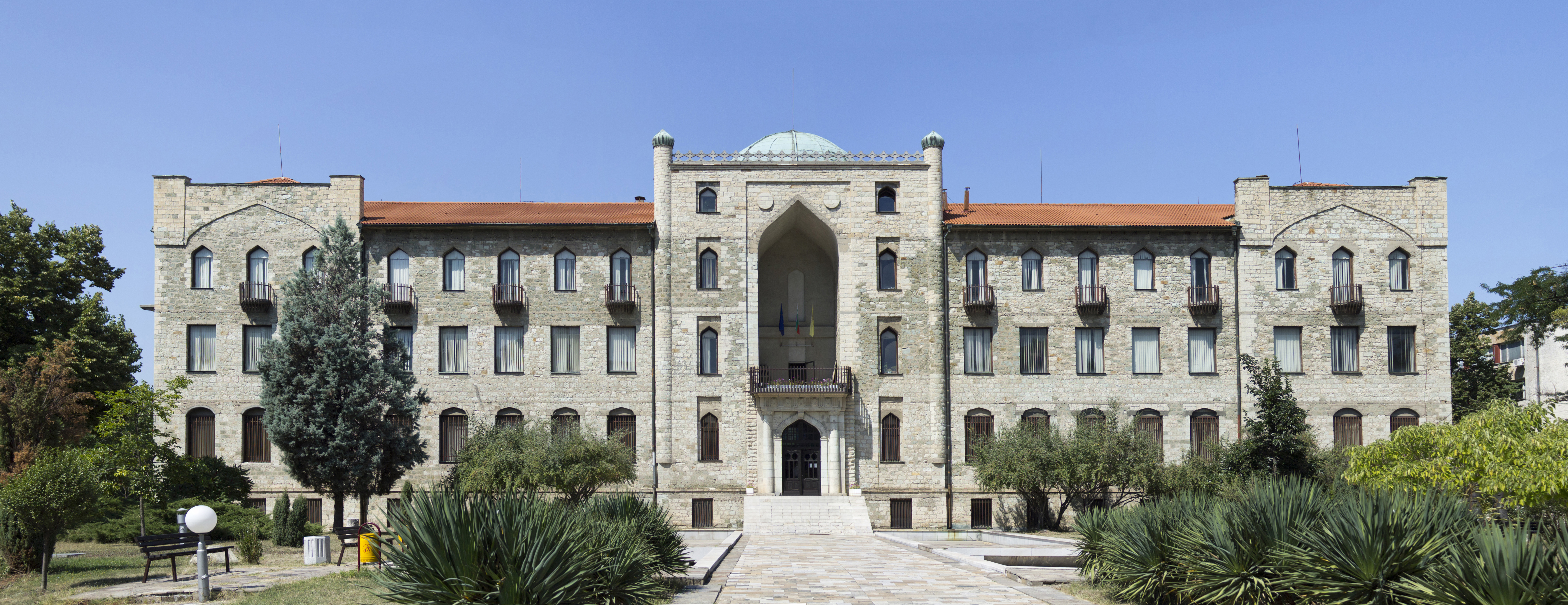
Le Musée archéologique de Kardjali

De nombreux sites néolithiques, des forteresses byzantines et d’autres sites archéologiques témoignent du riche passé historique et culturel de la région. Le musée historique de la ville de Kardjali possède ainsi une riche collection de plus de 30 000 objets anciens, dont certains sont uniques. Le musée présente le développement historique des Rhodopes orientales du VIe millénaire avant notre ère jusqu’à nos jours, et ceci en trois sections : archéologie, nature et ethnographie. Les couches archéologiques les plus anciennes de la région datent de l’époque néolithique. On trouve également des vestiges de l’âge du bronze et de l’âge du fer. Des forteresses, des niches troglodytiques et d'autres sites portent la marque des civilisations thrace, grecque, romaine : les forteresses thraces d’Ivantsi et de Lissitsité, la forteresse de Hissara près du village de Vichegrad, ainsi que la forteresse de Moniak près du lac de Stouden Kladenec. Des monastères, des châteaux forts et des nécropoles témoignent de la puissance byzantine et du premier et deuxième royaume bulgare. Dans ce carrefour des civilisations, la recherche archéologique ne cesse de faire de nouvelles découvertes.

## Administration

### Structure administrative
La municipalité de Kardjali comprend 118 localités (1 ville et 1177 villages). Son chef-lieu est la ville de Kardjali.

### Maires et vie politique
La commune est un bastion historique du Mouvement des droits et libertés, parti qui représente sur l’échiquier politique bulgare la minorité turque et plus généralement musulmane. Lors des élections locales de 2007, son candidat Hasan Azis est régulièrement élu dès le premier tour.

## Économie

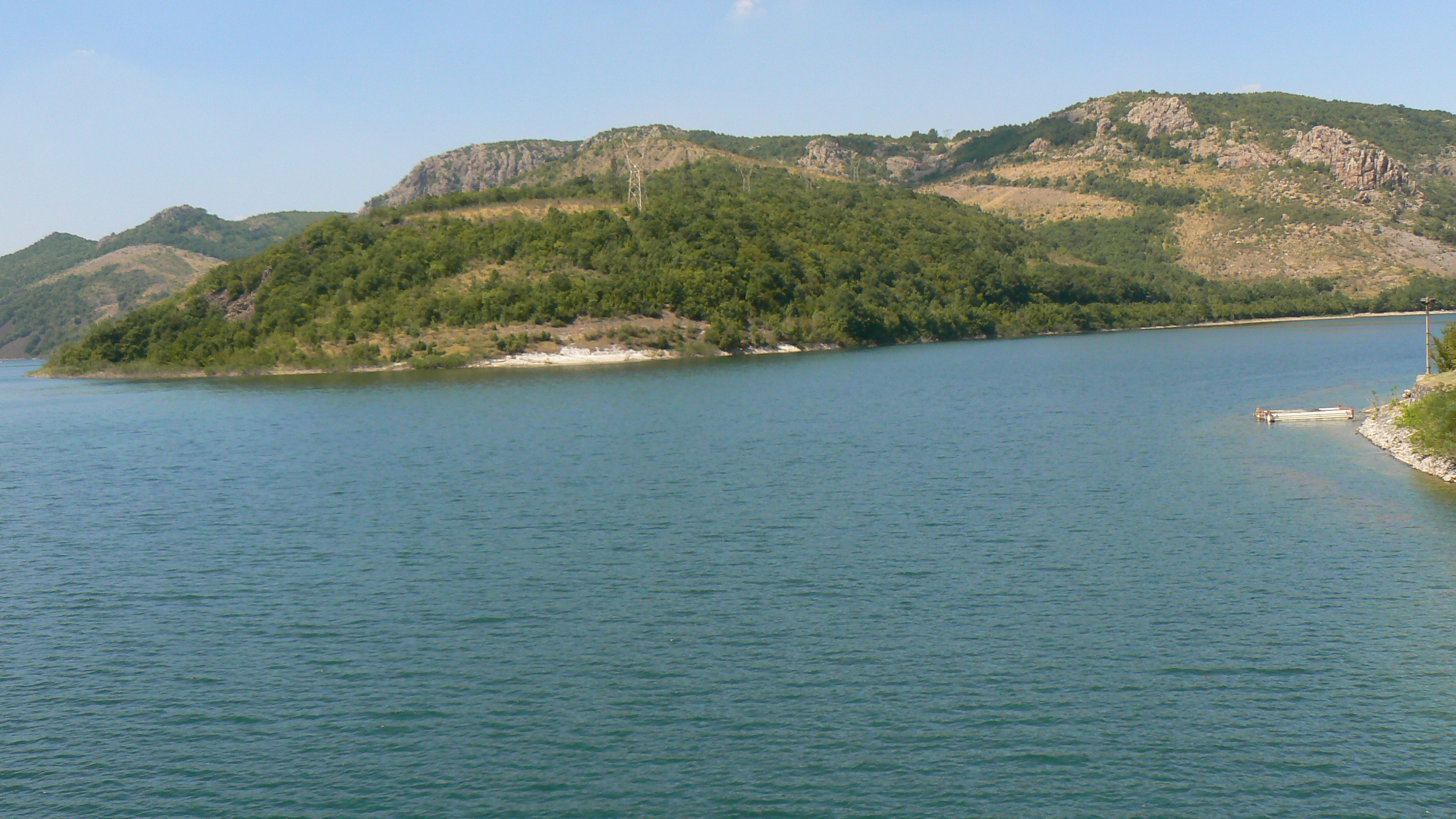
Le lac de barrage de Stouden Kladenets près de Kardjali

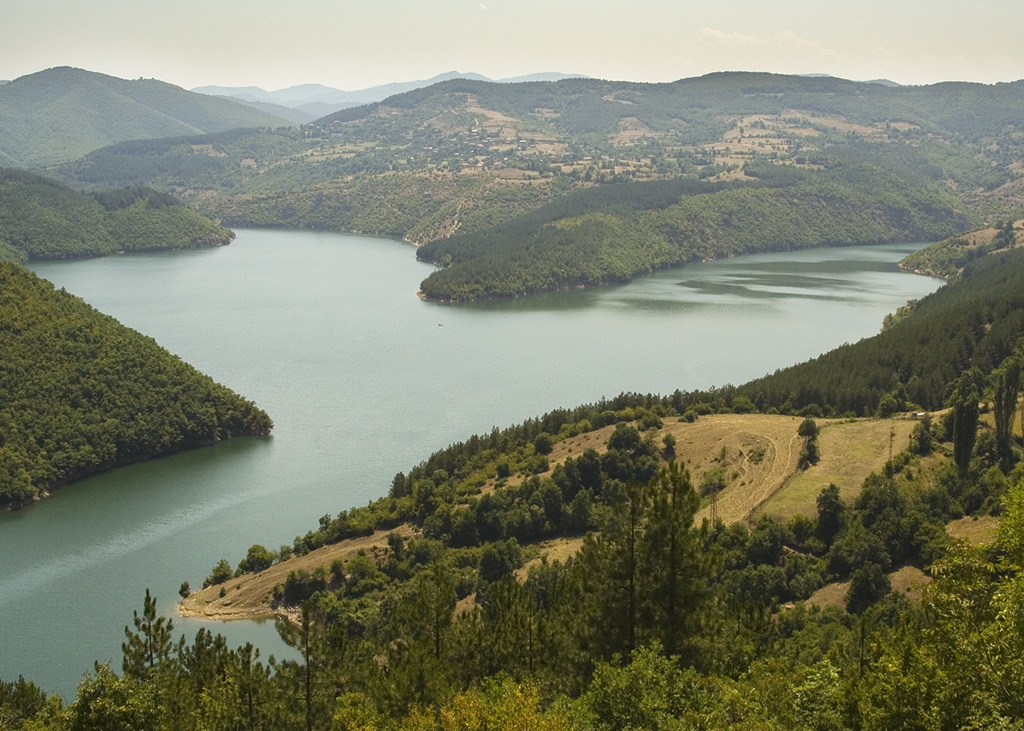
Lac de barrage de Kardjali

### Industrie
La région recèle d’importants gisements de minerai de plomb et de zinc, de bentonite, de perlite, de zéolite, d’amiante, de minéraux précieux et semi-précieux ainsi que d’or. La flore de la région est également très riche en essences à feuilles persistantes : chêne de Thrace (Quercus thracica, Stefanov & Ned.), pin sylvestre, genévrier commun, chêne kermès etc. De nombreuses espèces animales et végétales inscrite sur la Liste rouge bulgare des espèces en danger (Červena kniga na Bălgarija) se rencontrent dans la région.
Deux grands lacs de barrage sur l'Arda sont situés dans les environs immédiats de la ville de Kărdžali : le lac de Kărdžali à l'ouest (construit dans les années 1957-1963), le lac de Stouden Kladenec à l'est, limitant la ville dans ces deux directions. La partie ouest du lac de Studen Kladenec arrive jusqu'au vieux pont situé au centre de la ville, cependant que le mur de barrage du lac de Kărdžali (103,5 m de hauteur), surplombant la ville, est situé à environ 3 km de celui-ci. Le lac de Kardjali a récemment été peuplé artificiellement de perches communes provenant du lac artificiel d'Ovčarica. À des époques antérieures, il avait également été peuplé de silures et de carpes.

### Activités tertiaires
La grande variété biologique et l’intérêt écologique de la commune font de l’écotourisme l’une des priorités de son développement économique. De nombreuses curiosités naturelles se trouvent sur son territoire, qui sont aussi des sites protégés, notamment les formations rocheuses suivantes : site de Kamenna svatba (Каменна сватба, « noces de pierre », à 5 km environ de la ville de Kărdžali ), site de Kamenni găbi (Каменни гъби, « champignons de pierre », proches du village de Beli plast), site de Skalen prozorec (Скален прозорец, « fenêtre de roche », près du village de Kostino), ainsi que les réserves naturelles suivantes : réserve de la capillaire de Montpellier (zaštitena mestnost – nahodište na venerin kosăm), réserve de Jumruk skala près du village de Kalojanci, réserve de Sredna Arda (cours moyen de l’Arda).
Sur les bords de l’Arda et des lacs de barrage de Stouden Kladenec et de Kardjali, près de la ville du même nom, on assiste à une construction plus ou moins incontrôlée d’équipements de loisirs et d’installations de sports nautiques. La commune est également connue pour ses possibilités de pratiquer la chasse et la pêche.

## Galerie

Carte géographique de la municipalité de Kardjali
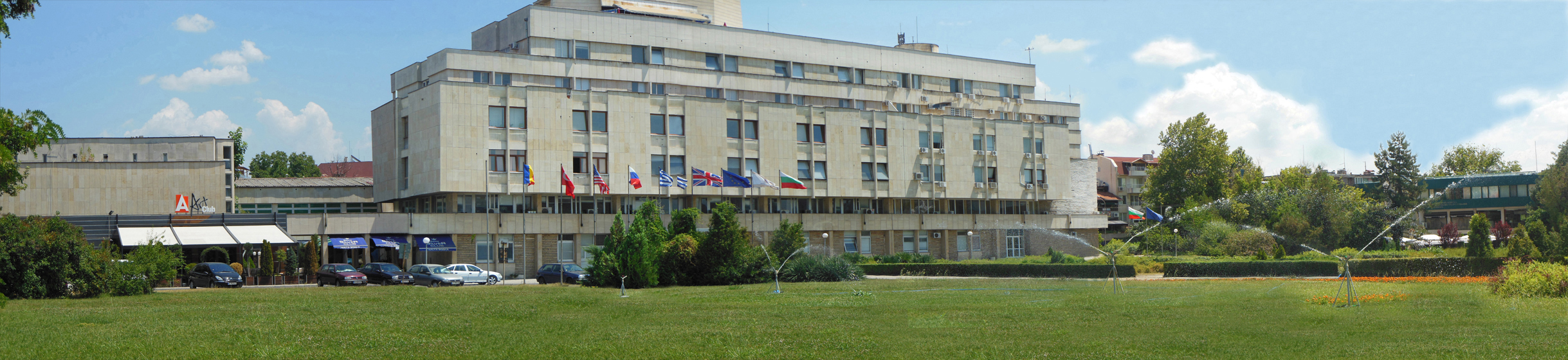
L'hôtel de ville de la municipalité de Kardjali
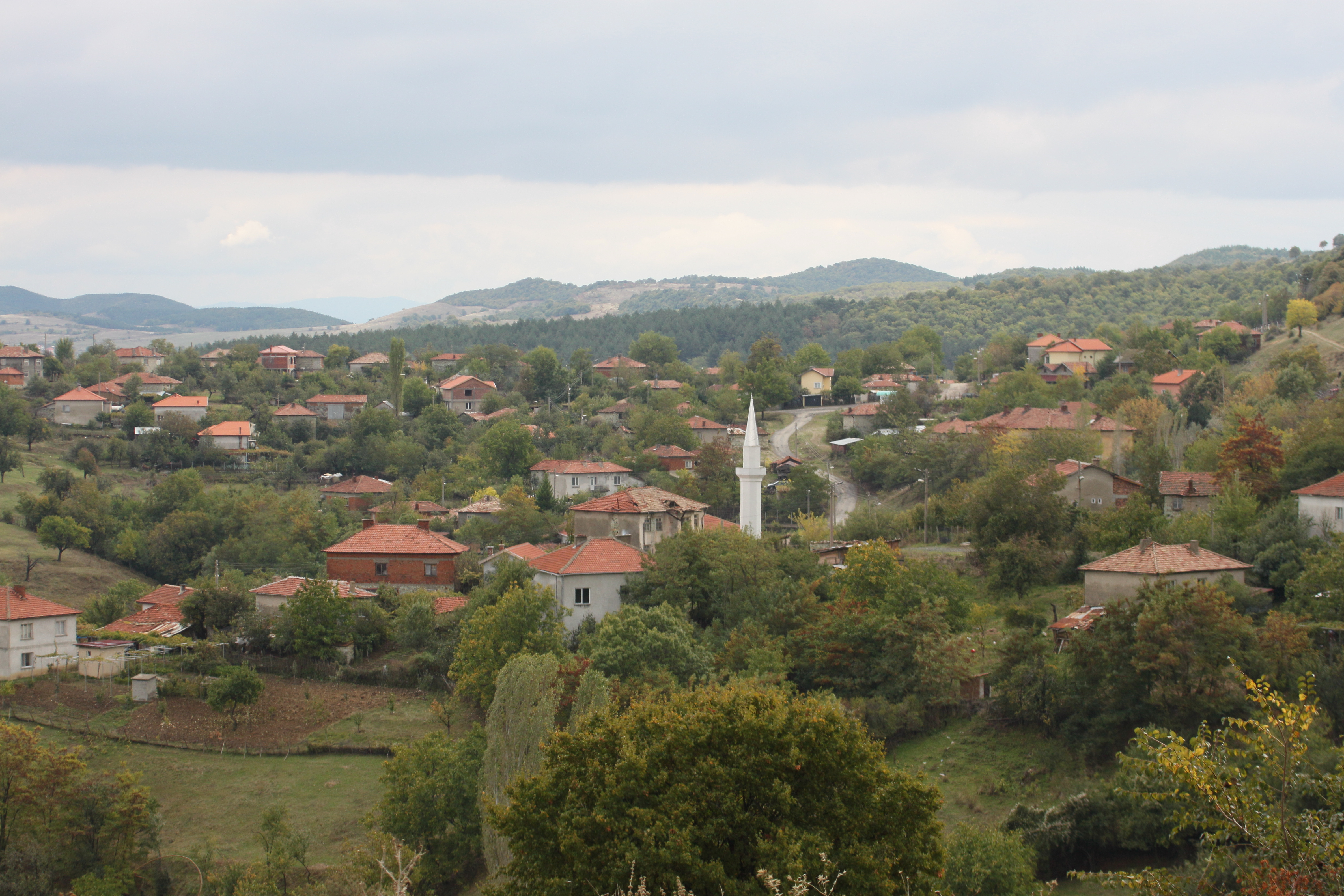
Bachtino : vue panoramique
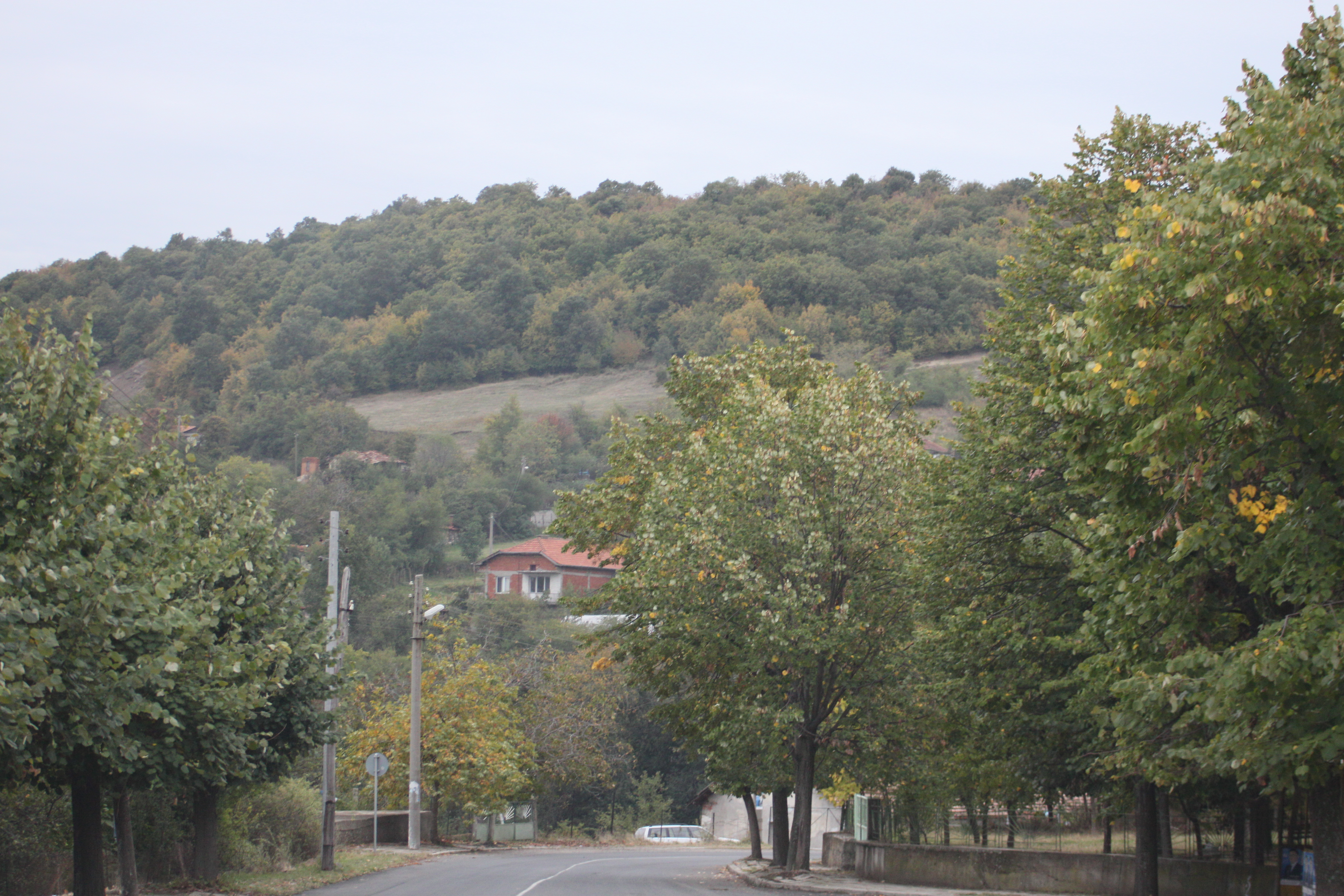
Béli Plast : la rue principale
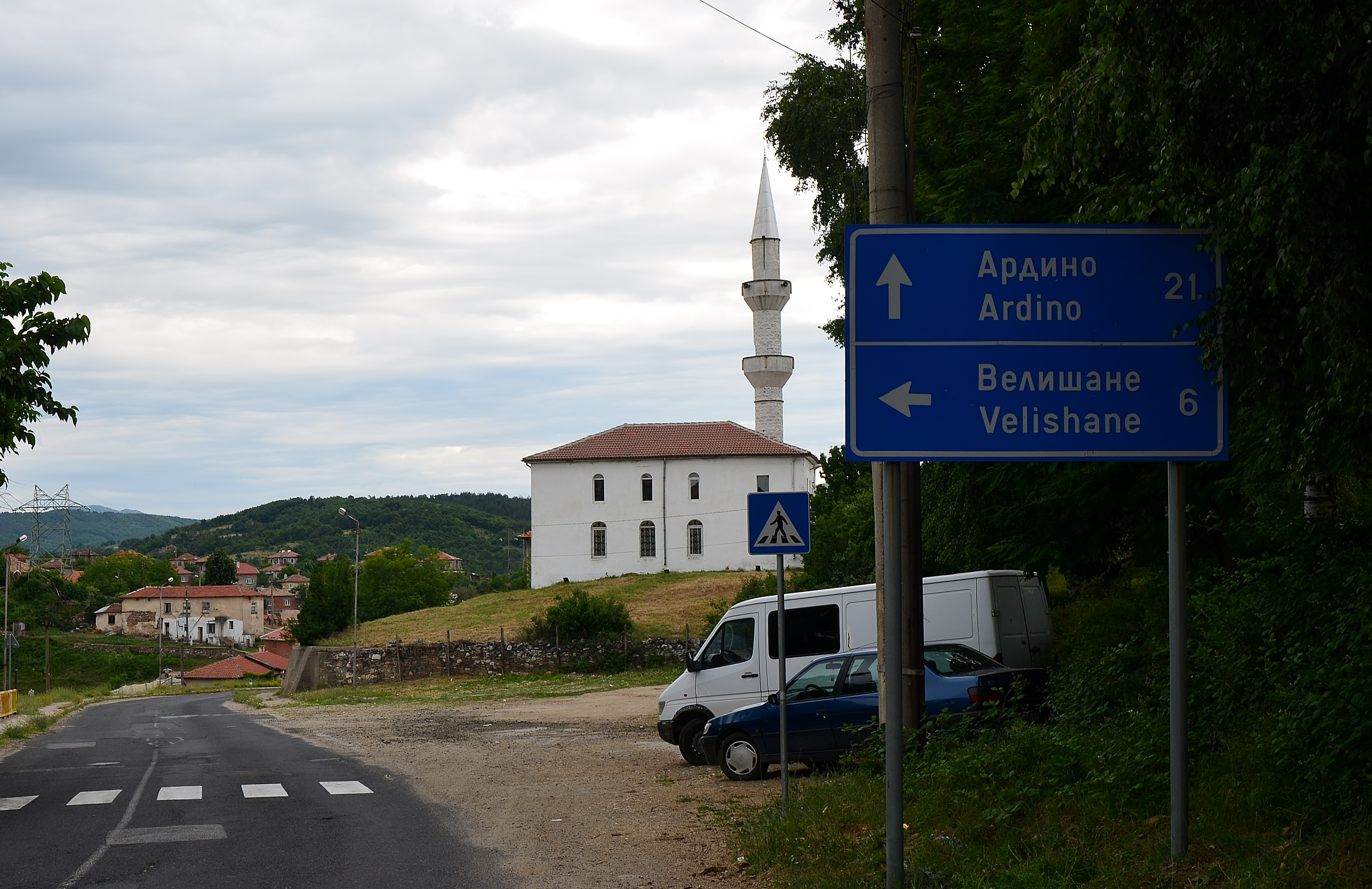
Boyno : la mosquée
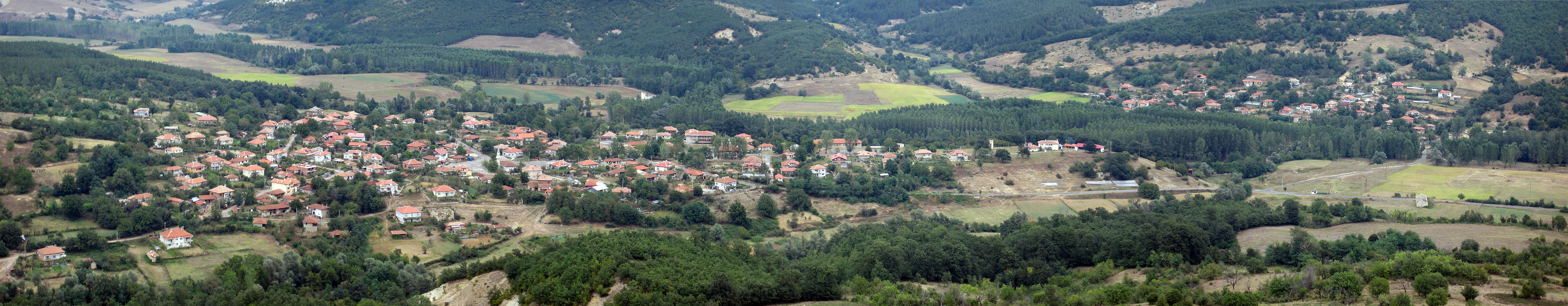
Dolna Krépost (à droite) : vue panoramique
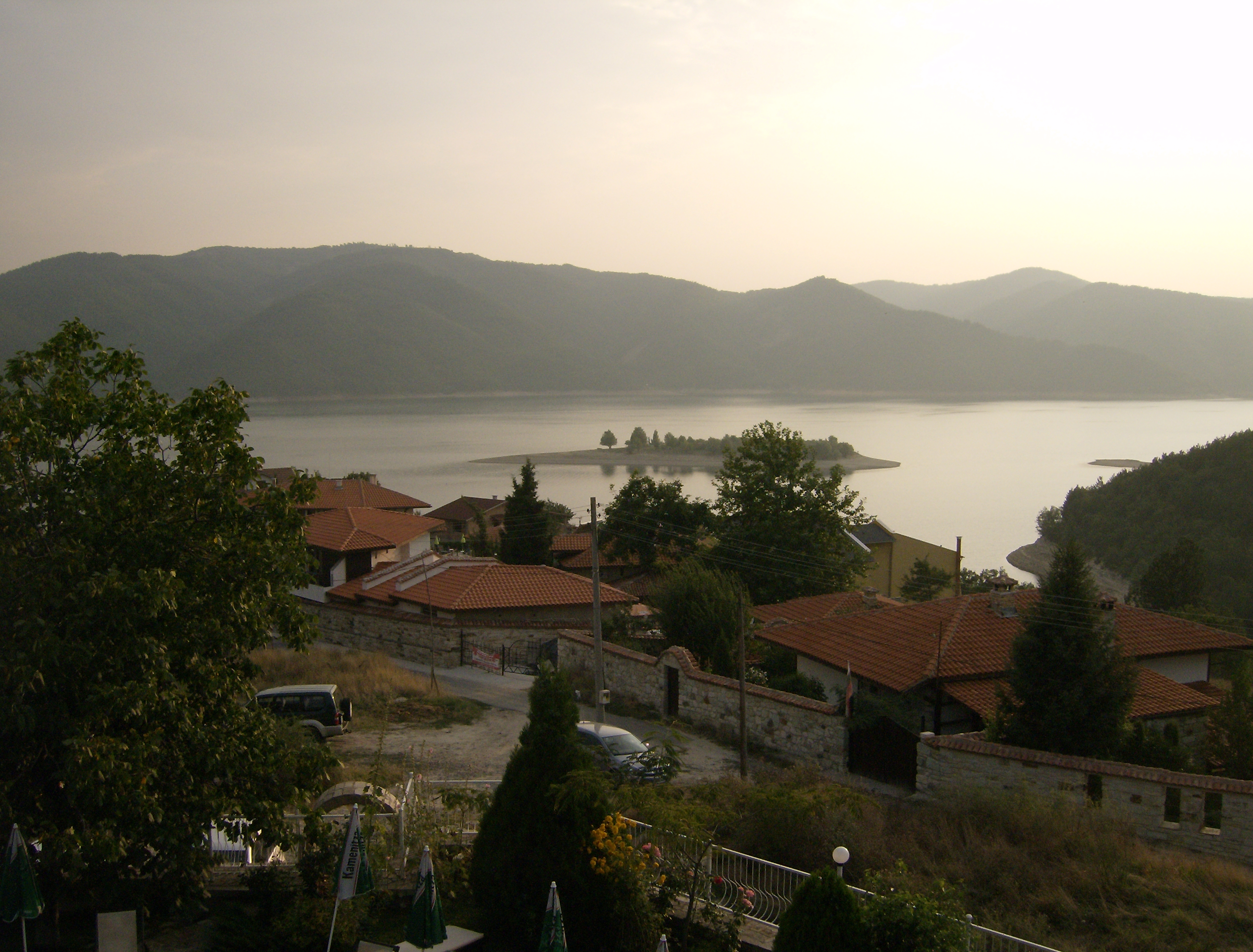
Glavatartsi : vue depuis les hauteurs sur le village et barrage de Kardjali
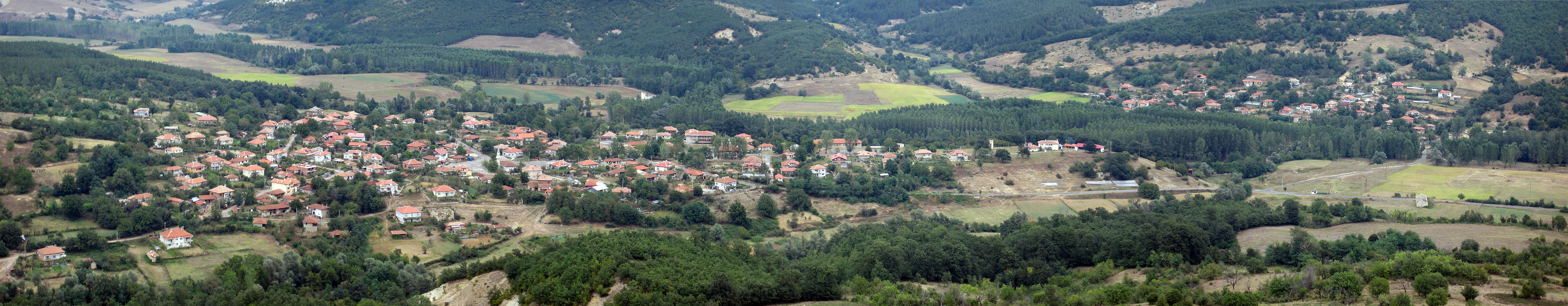
Gorna Krépost (à gauche) : vue panoramique
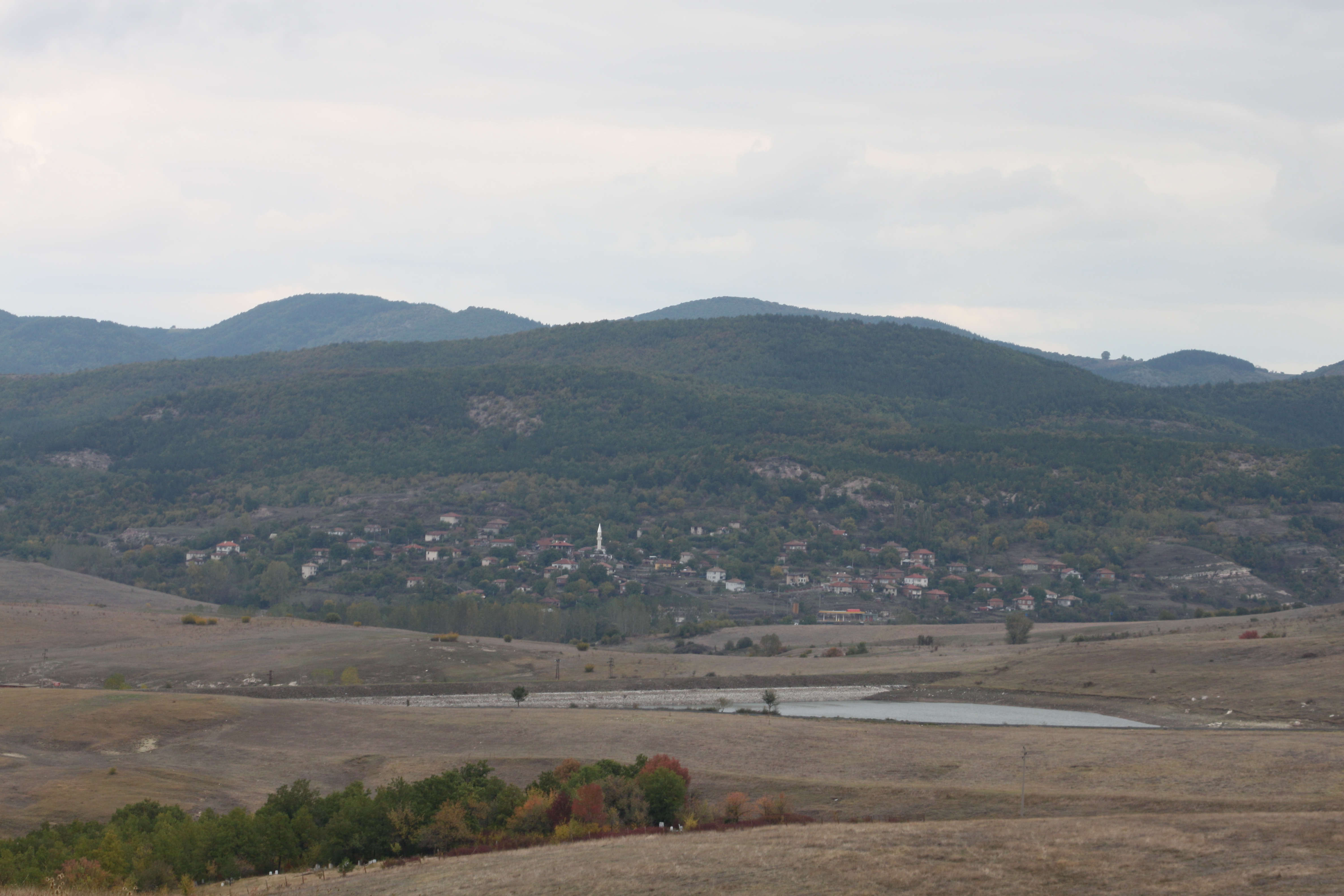
Jinzifovo : vue panoramique
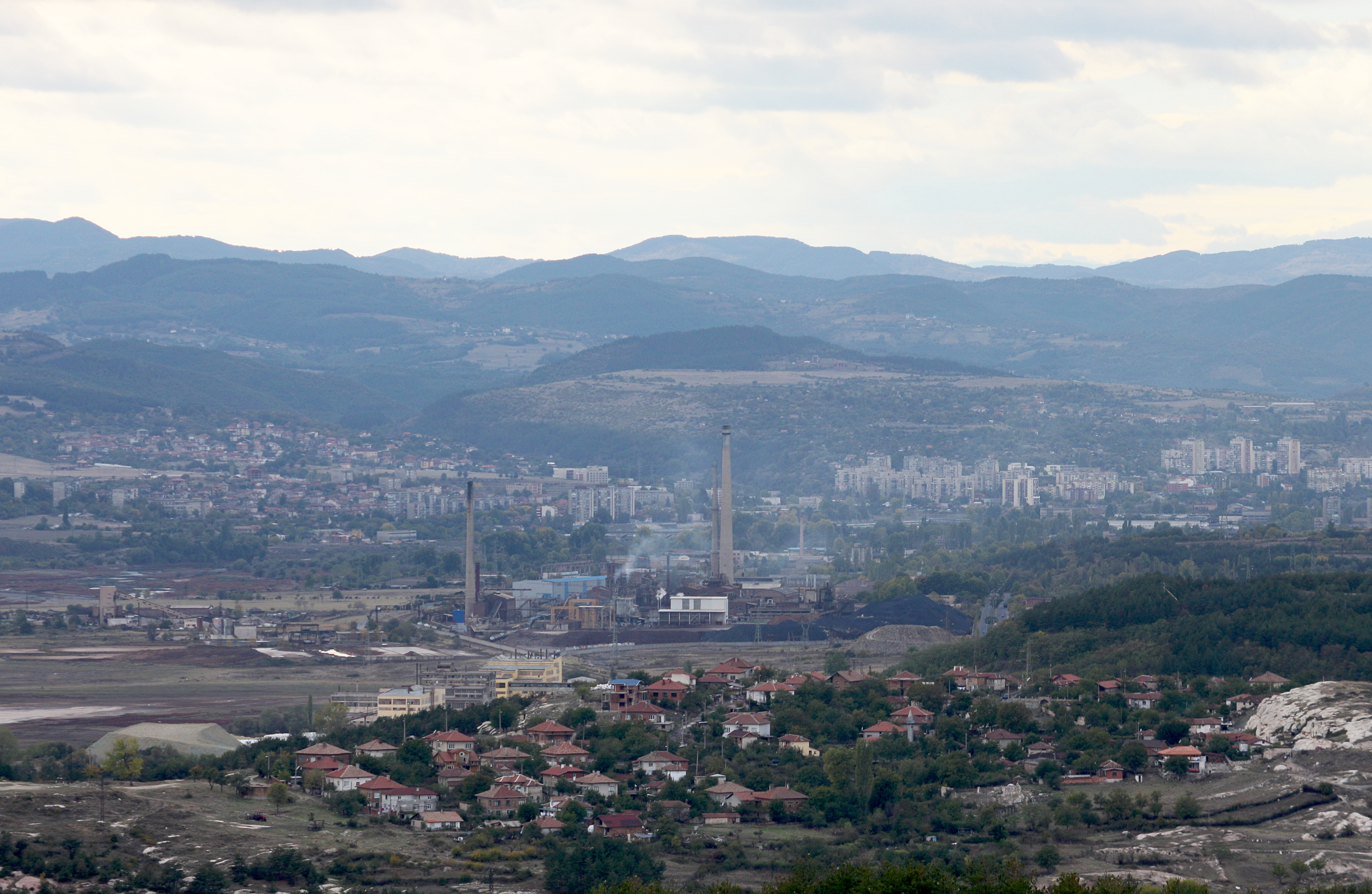
Kardjali : vue panoramique
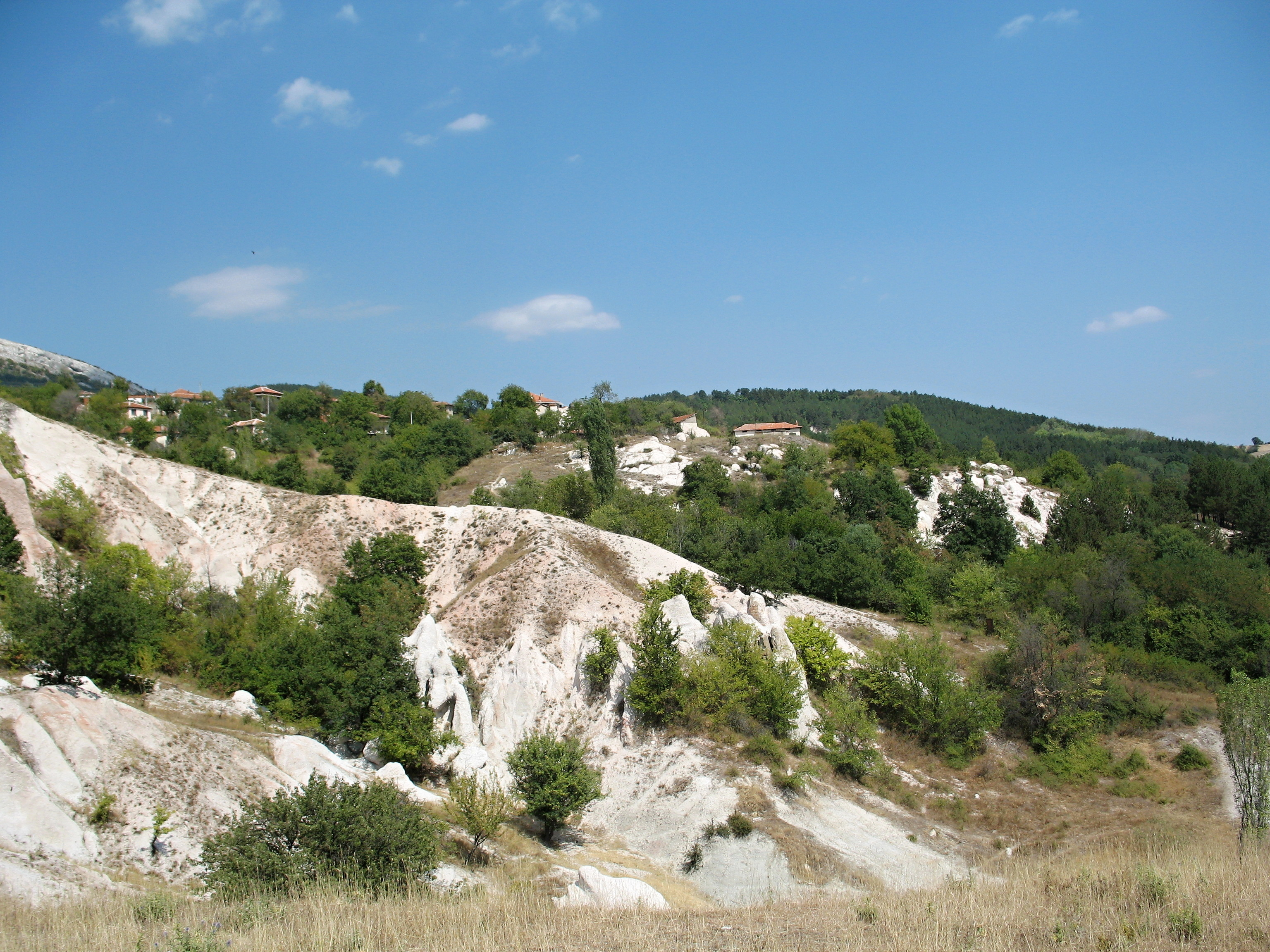
Zimzelen : les rochers calcaires